# Giuseppe Taffarel
Giuseppe Taffarel (Vittorio Veneto, 1º marzo 1922 – Vittorio Veneto, 9 aprile 2012) è stato un regista, attore e sceneggiatore italiano.
Già membro della Resistenza durante la seconda guerra mondiale, riservò una particolare attenzione, nella sua produzione documentaristica, al tema della guerra, ma anche alla vita quotidiana, alle tradizioni popolari, e alle problematiche sociali.

## Biografia
Nativo di Vittorio Veneto, Taffarel si trasferì ventenne a Roma per frequentare l'Accademia nazionale d'arte drammatica.
Rimase colpito dal documentario Venezia minore, del veneziano Francesco Pasinetti, che preludeva al neorealismo: non più la Venezia oleografica per i turisti, ma quella popolare dei quartieri poveri, visti con gli occhi dell'antropologo.
Partecipò alla lotta partigiana nella zona di Vittorio Veneto, nella divisione garibaldina "Nino Nannetti"; in questo periodo fece amicizia con altri due combattenti, il futuro sceneggiatore cinematografico bellunese Rodolfo Sonego e il pittore veneziano Emilio Vedova.
Nel 1946 ritornò a Roma e cercò di inserirsi nel mondo del cinema come attore. Partecipò così ad una ventina di film, tra i quali Achtung! Banditi! di Carlo Lizzani, che parlava della guerra partigiana. Taffarel ne era l'attore co-protagonista, insieme a Giuliano Montaldo e Gina Lollobrigida, con la quale strinse una duratura amicizia.
Collaborò alla direzione di documentari insieme con Glauco Pellegrini (già assistente di Pasinetti), che gli diede la formazione per la regia di questo genere cinematografico. Cominciò così a realizzare svariati documentari, fino agli anni settanta.
Morì nel 2012 nella sua città natale all'età di 90 anni.

### Taffarel regista
Nel 1960 Giuseppe Taffarel realizzò il suo primo documentario: La croce. I montanari delle Prealpi trevigiane e bellunesi chiamavano "croce" la pesante slitta che dovevano trasportare su per i monti, dove facevano la fienagione.
Sempre sulla dura vita dei montanari fu Fazzoletti di terra, del 1963: una coppia di vecchi coniugi, con l'unico figlio partigiano ucciso dai fascisti, cerca di strappare piccole porzioni di terra coltivabile dal terreno "avaro" e roccioso che sovrasta la Valle del Brenta in comune di Valstagna. Sullo stesso argomento, ma ambientato in Calabria, è Il contadino che viene dal mare, del 1966.
Taffarel aveva raccontato anche le tragiche vicende dei contadini che emigravano per fuggire dalla miseria e finivano nelle miniere del Belgio, da dove ritornavano malati di silicosi, ne Il ritorno di barba Giovanni (1960).
La tragedia della prima guerra mondiale, vista dalla parte degli "ultimi", rivive ne L'alpino della Settima (1969): un figlio ostinato, ormai anziano, che da tanti anni cerca i resti del padre morto nelle battaglie delle Dolomiti, tra le tre cime di Lavaredo, il monte Paterno e il monte Piana.
Nel 1972 diresse il documentario Via Crucis, in cui approfondiva il tema della silicosi che ha colpito centinaia di emigranti bellunesi nelle miniere dell'Europa settentrionale. Lo fece grazie alla testimonianza di un bambino che ogni giorno rimaneva per ore sulla tomba del padre di cui non aveva memoria. La poesia del racconto si scontra, volutamente, con la cruda inchiesta sociale riguardante la malattia e il suo decorso, quasi sempre mortale, dei numerosi bellunesi, ex-emigrati, protagonisti del documentario.
L'ultimo contadino (1975) e Patriarca d'autunno (1976) celebravano la fine della millenaria civiltà contadina, con le sue miserie ma anche i suoi valori di solidarietà e senso di comunità. L'ultimo contadino, in particolare, prende ispirazione dalla vita e il lavoro di una famiglia contadina di Auronzo di Cadore, e dalla figura del grande alpinista Alziro Molin, attraverso l'analisi della drammatica realtà determinata dallo spopolamento della montagna veneta: i piccoli centri sono abbandonati, a causa delle maggiori prospettive economiche offerte dalle città di pianura, con la perdita fatale di una dimensione culturale e sociale e di identità ben definite.
Non potevano mancare i documentari sulla guerra partigiana, alla quale Taffarel aveva partecipato attivamente:
- Monte Grappa 1944 ricostruisce le fasi del rastrellamento e della rappresaglia tedesca nella zona del Grappa: 741 partigiani impiccati, fucilati o deportati. Il documentario si sofferma in particolare sui 31 partigiani impiccati a Bassano: mazzi di fiori attaccati a dei cappi penzolano dagli alberi che videro il martirio di quei giovani, mentre sullo schermo scorrono le loro fotografie.
- La Resistenza nella Marca Trevigiana (1975), un film di circa settanta minuti sulla resistenza nel Trevigiano, commissionato dall'Amministrazione provinciale di Treviso per il trentennale della Liberazione.
- Il bosco delle castagne (1972) narra l'impiccagione di alcuni giovani da parte dei nazifascisti nel bosco che sovrasta Belluno, raccontando la vita dei giovani ventenni che diedero la vita nella speranza di un'Italia in cui trionfassero la libertà e la giustizia sociale.

## Filmografia

### Attore
- Il sentiero dell'odio, regia di Sergio Grieco (1950)
- Achtung! Banditi!, regia di Carlo Lizzani (1951)
- Amarti è il mio peccato (Suor Celeste), regia di Sergio Grieco (1954)
- Di qua, di là del Piave, regia di Guido Leoni (1954)

### Sceneggiatore
- Il terrore dei barbari, regia di Carlo Campogalliani (1959)
- Le sette sfide, regia di Primo Zeglio (1961)

### Regista
- Uccellanda (1960)
- Sesto grado superiore (1960)
- La croce (1960)
- Il ritorno di barba Giovanni (1960)
- Le Nerte (1962)
- Fazzoletti di terra (1963)
- Monte Grappa 1944 (1966)
- La montagna del sole (1966)
- Un giorno alla settimana (1966)
- Surf casting (1966)
- Solitudine (1966)
- Uccellagione tradizione antica (1967)
- Caccia col capanno (1967)
- Il confino di Cesare Pavese (1967)
- Il contadino che viene dal mare (1967)
- Grado, l'isola d'oro (1967)
- Paese mio covo de' corcali (1967)
- Laguna (1968)
- Udine città del Tiepolo (1968)
- Vittorio Veneto (Città nella storia) (1968)
- La Resistenza nel Trevigiano (1968)
- Legna da ardere (1969)
- Un alpino della Settima (1969)
- Voci (1969)
- La maratona delle nevi (1970)
- Il bosco delle castagne (1971)
- Via Crucis (1972)
- La Resistenza nella Marca Trevigiana (1975)
- L'ultimo contadino (1975)
- Patriarca d'autunno (1976)